# 2016 en Polynésie française
Cet article présente les faits marquants de l'année 2016 en Polynésie française.

## Évènements
- 16 juin : Jean-Paul Tuaiva, député de la troisième circonscription de la Polynésie française à l'Assemblée nationale française, est condamné à deux ans de prison avec sursis et cinq ans d'inéligibilité pour détournement de fonds publics. Il fait appel, ce qui lui permet de terminer son mandat[1].
- 10 septembre : La Nouvelle-Calédonie et la Polynésie française sont admises comme membres à part entière du Forum des îles du Pacifique[2].